# Pseudanophthalmus troglodytes
Pseudanophthalmus troglodytes är en skalbaggsart som beskrevs av Krekeler. Pseudanophthalmus troglodytes ingår i släktet Pseudanophthalmus och familjen jordlöpare. Inga underarter finns listade i Catalogue of Life.